# Nexus 9
Das Nexus 9 ist ein Tablet (Tabletcomputer), das Google zusammen mit der Android-Version 5.0 Lollipop am 15. Oktober 2014 vorgestellt hat. Er wird von HTC gebaut und ist das vierte Tablet der Nexus-Serie. Das Nexus 9 wurde am 3. November 2014 veröffentlicht. Es ist das erste 64-Bit-fähige Gerät dieser Reihe.
Der Vorgänger ist das Nexus 10.

## Technische Daten

### Hardware
Das Nexus 9 misst 228,25 mm × 153,68 mm × 7,95 mm, wiegt 425–436 Gramm, hat eine Bildschirmdiagonale von 226 mm (8,9 Zoll) bei einer Punktdichte von 287 ppi und einer Auflösung von 2048 × 1536 Pixeln. Es besitzt den 2,3 GHz schnellen 64-Bit-Dual-Core-SoC „Tegra K1“ des US-amerikanischen Unternehmens Nvidia, 2 GB Arbeitsspeicher und eine Kepler-GPU. Der Akku hat eine Kapazität von 6700 mAh, was laut Herstellerangaben einer Videowiedergabe von bis zu 9,5 Stunden und einer Standby-Zeit von bis zu 720 Stunden entspricht.
Als Zubehör ist eine separate mechanische Tastatur inklusive Schutzhülle verfügbar.

### Software
Als Betriebssystem kommt Android in der Version 5.0 (Lollipop) zum Einsatz. Gegenüber der vorherigen Version sind z. B. neue Designelemente enthalten, und ART ersetzt Dalvik VM als Laufzeitumgebung. Weiterhin kann man mit Android 5.0 bei Verlust des Gerätes alle Daten auf dem verlorengegangenen Gerät fernlöschen, und es können berufliche von privaten Daten getrennt werden.

## Verkauf
Ab dem 17. Oktober 2014 konnte das Nexus 9 im Google Play Store und anderen Vertriebskanälen vorbestellt werden. Die WLAN-Varianten mit 16 oder 32 GB Flash-Speicher kosten 389 € bzw. 479 €, die LTE-Variante mit 32 GB 559 €. Die Auslieferung der ersten Geräte erfolgte ab dem 3. November 2014. Bei Google war das Gerät bis April 2016 erhältlich.

## Kritik
Der CIO des Reparaturspezialisten iFixit, Miroslav Djuric, äußerte sich wie folgt zum Nexus 9:

„Es ist, als hätte HTC die wunderbare CPU und das Display in einen Sack mit anderen Komponenten gepackt, und was zufällig daran hängen blieb, endete im Nexus 9. […] Ja, es hat ein cooles Display und einen soliden Prozessor, aber wir sind Kenner im Bereich Hardware und Reparierbarkeit – wir wollen, dass die anderen Bestandteile genauso großartig sind wie die Hauptkomponenten. Dieses Tablet wirkt aber wie ein Musterbeispiel für Sparmaßnahmen, obwohl HTC und Google immerhin 400 Dollar für diesen kleinen Freund wollen.“

Viele Nutzer und Fachzeitschriften bemängeln die als „Clouding“ bezeichneten Lichthöfe an den Rändern des Bildschirms.